# Diocesi di Arcadia
La diocesi di Arcadia (in latino:  Dioecesis Arcadiensis) è una sede soppressa e sede titolare della Chiesa cattolica.

## Storia
Arcadia, nell'attuale unità periferica di Retimo, è un'antica sede vescovile di Creta, suffraganea dell'arcidiocesi di Gortina. La diocesi è documentata in diverse Notitiae Episcopatuum del patriarcato di Costantinopoli dal IX al XII secolo.
Sono solo due i vescovi greci noti di Arcadia: Giovanni, che prese parte al secondo concilio niceno nel 787; e Giorgio, di cui è stato scoperto un sigillo databile fra XI e XII secolo.
In seguito alla conquista veneziana dell'isola (1212), le diocesi greche esistenti furono amministrate dai vescovi di rito latino e sottomesse al metropolita latino dell'arcidiocesi di Candia. Anche ad Arcadia fu istituito un vescovato di rito latino, documentato per la prima volta a partire da un anonimo vescovo menzionato in una lettera di papa Onorio III del 1223.
Come molte delle diocesi cretesi in epoca veneziana, Arcadia era una sede rurale, abitata per la maggior parte da fedeli ortodossi bizantini. Il vescovo risiedeva abitualmente a Candia ed era rappresentato in diocesi da un amministratore, che svolgeva le funzioni liturgiche ed amministrava i sacramenti soprattutto quando i proprietari terrieri, veneziani, visitavano i loro possedimenti.
La chiesa cattedrale era intitolata al Santissimo Salvatore, ed aveva due altari, per la celebrazione delle funzioni liturgiche secondi i riti latino e greco. In un dispaccio inviato nel 1599 al senato veneziano, viene riferito che «la chiesa episcopale di Arcadia ha due soli altari, uno alla romana e l'altro alla greca, et è intitolata S. Salvatore, cioè Trasfigurazione del Signore... Non ha battisterio, né manco vi si conserva il Santissimo Sacramento…»
La sede latina fu soppressa dal senato della Repubblica di Venezia per l'esiguità delle rendite della mensa vescovile, decisione confermata da papa Clemente VIII con la bolla Ecclesiarum omnium del 1º gennaio 1604, con la quale il pontefice unì i territori della diocesi soppressa alla diocesi di Milopotamo.
Con la fine della dominazione veneziana, fu restaurata la gerarchia greca in tutta l'isola. La sede di Arcadia esiste ancora oggi con il nome di metropolia di Gortina e Arcadia.
Dal 1933 Arcadia è annoverata tra le sedi vescovili titolari della Chiesa cattolica; la sede è vacante dal 17 gennaio 1965.

## Cronotassi

### Vescovi greci
- Giovanni † (menzionato nel 787)
- Giorgio † (XI/XII secolo)

### Vescovi latini
- Anonimo † (menzionato nel 1223)[7]
- Guglielmo, O.P. † (menzionato nel 1256 o 1262)[8]
- Anonimo † (menzionato nel 1307)[7]
- Daniele Dandolo † (menzionato nel 1330)
- Raffaele I † (menzionato nel 1332)
- Raffaele II[9], O.F.M. † (8 luglio 1349 - dopo il 1363 deceduto)[10]
- Andrea di Fermo, O.E.S.A. † (prima del 23 luglio 1369 - dopo il 1391)[11]
  - Pietro Morosini † (26 giugno 1409 - 1410 dimesso) (amministratore apostolico)
- Michele Gorgorapti di Creta † (7 febbraio 1410 - prima del 1417 deceduto)
  - Sede vacante (1417-1424)
- Pietro Zen, O.P. † (18 dicembre 1424 - ?)
- Marco Zusto † (3 dicembre 1460 - dopo ottobre 1485)
- Giorgio Alessandri † (11 febbraio 1489 - dopo giugno 1498 deceduto)
- Giovanni Alessandro Giorgi † (28 aprile 1501 - ?)
- Matteo † (10 febbraio 1511 - ? deceduto)
- Martin le Doux, O.F.M. † (? - 22 giugno 1513 nominato vescovo di Betlemme)[12]
- Francesco Sirigo † (menzionato nel 1529)
- Marco Surian[13] † (20 aprile 1554 - ? deceduto)
- Antonio de Ascafeis † (26 novembre 1572 - 9 novembre 1593 deceduto)
- Benedetto Leoni, O.Cruc. † (23 maggio 1594 - novembre 1598 deceduto)
  - Sede vacante (1598-1604)

### Vescovi titolari
- Michelangelo de Martino † (20 settembre 1728 - ?)
- Felipe Antonio Gallego Gorgojo, S.I. † (2 maggio 1945 - 18 aprile 1959 deceduto)
- Jean-Pierre-Georges Dozolme † (8 febbraio 1960 - 12 ottobre 1960 nominato vescovo di Le Puy-en-Velay)
- Giuseppe Almici † (24 aprile 1961 - 17 gennaio 1965 nominato vescovo di Alessandria)